# Sebaste (azienda)
Sebaste è un'azienda dolciaria italiana specializzata nella produzione di torrone e tartufi dolci. Fondata nel 1885 da Giuseppe Sebaste, ha sede a Grinzane Cavour (CN).

## Storia
Giuseppe Sebaste, trovatello rinvenuto il 23 ottobre 1861 presso la Ruota dell'Ospedale di Bra, fonda l'azienda Sebaste nel 1885 a Grinzane Cavour (CN), dopo un periodo di lavoro come garzone di pasticceria ad Alba. Il prodotto principale dell'azienda Sebaste è il torrone. Contrariamente alla ricetta tradizionale cremonese, che prevede l'utilizzo di mandorle, Giuseppe Sebaste utilizza le nocciole; questi frutti erano più facili da reperire in Piemonte in quanto maggiormente diffusi, e avevano un costo inferiore. La ricetta originale prevedeva (e tuttora prevede): miele, zucchero, albume d'uovo e glucosio cotti per 8 – 10 ore a bagnomaria all'interno di grandi calderoni. Al termine della cottura vengono aggiunte le nocciole.
Giuseppe prende in moglie Giulia Arsin. Giuseppe e Giulia hanno dieci figli. Oscar Sebaste eredita la guida dell'azienda negli anni '20, mentre i fratelli Ottavio e Settimo si trasferiscono in Argentina. Qui fondano un'azienda dolciaria (Sebaste Hermanos) tuttora in attività. Ottavio e Settimo non sono gli unici eredi di Giuseppe a spostarsi oltre confine per intraprendere attività imprenditoriali: la famiglia infatti mette radici anche in Francia e in Belgio, dove vengono fondati laboratori di pasticceria.
L'attività commerciale Sebaste anticipa per alcune caratteristiche il moderno Franchising. Giuseppe e il figlio Oscar, nel tentativo di estendere il periodo di consumo del torrone tradizionalmente legato a quello delle festività (Pasqua e Natale), iniziano a proporre i propri dolci in feste, sagre e fiere di paese. Per raggiungere una più ampia estensione territoriale, Giuseppe e Oscar coinvolgono venditori ambulanti, fornendo loro insegne e prodotti e chiedendo in cambio di vendere esclusivamente i dolci Sebaste.
Nel 1929 presso il Consiglio Provinciale dell'Economia di Torino viene depositato il marchio Sebaste, con attestato di trascrizione numero 37371.
Il marchio contiene, oltre al nome Sebaste, il disegno di un Gallo. Tale simbolo è legato al nome della frazione di Grinzane che ospita l'azienda, Piana Gallo; il Gallo era presente sull'insegna di un'osteria locale, posta in un punto di grande transito lungo la via che dalle colline conduce ad Alba. Qui allevatori e contadini, diretti al mercato di Alba, erano soliti sostare. Andare al Gallo divenne un modo di dire comune e diffuso, utilizzato per indicare la località, e, per estensione, le attività presenti, tra le quali Sebaste.
Nel 1939 il marchio Sebaste viene inserito nell'Annuario Generale d'Italia e dell'Impero Italiano, alla voce Fabbrica di Torroni.
Nel 1976 Sebaste diventa Società per Azioni.
Nel 1988, sotto la guida di Egle Sebaste (quarta generazione) e di Dario, suo padre, viene inaugurato il nuovo stabilimento produttivo di Gallo Grinzane. Dario Sebaste decide di investire una somma cospicua per l'epoca e sposta la produzione dalla sede originale, nel centro del comune di Grinzane Cavour, a una zona periferica del medesimo centro abitato. L'investimento garantisce una struttura più grande (si passa da 1600 metri quadri a circa 8000) e l'installazione di nuovi macchinari.
Nel 1993 Sebaste rileva Torrone Martino. Il marchio Antica Torroneria Piemontese di proprietà della Torrone Martino viene preservato e diviene in breve tempo fondamentale per la crescita di Sebaste. Antica Torroneria Piemontese produce specialità di fascia alta dedicate al dettaglio specializzato (enoteche e pasticcerie di pregio), mercato complementare alla GDO, che rappresenta il canale di vendita principale utilizzato per i prodotti Sebaste insieme a quello degli ambulanti. Il marchio, dopo l'acquisizione da parte di Sebaste, viene affidato a Riccardo Rossi, marito di Egle Sebaste.
Nel 2001 Sebaste inaugura il primo sito web aziendale.
Nel 2002 inizia la vendita dei propri prodotti (prevalentemente tartufi dolci) in Medio Oriente.
Nel 2010 viene creata la società Golosità dal 1885 S.p.a., controllata ancora oggi dalla famiglia Sebaste.
Nel 2020 Sebaste riceve il premio Industria Felix presso l'Unione Industriale di Torino con motivazione: «Miglior bilancio conseguito da un'azienda con amministratore delegato under 40». L'attuale AD di Sebaste è Matteo Rossi Sebaste, figlio di Egle Sebaste e Riccardo Rossi, e rappresenta la quinta generazione della famiglia alla guida dell'azienda.
Nel 2023 viene inaugurato il Belvedere di PePè, situato a pochi passi dal Castello di Grinzane Cavour. Un’opera che affaccia sulle coltivazioni locali, vigneti e noccioleti, e nasce con il duplice intento di omaggiare il fondatore Giuseppe Sebaste e offrire ai turisti una prospettiva diversa sulle Langhe. Voluta dalla famiglia Sebaste, l’installazione ospita una scultura dell’artista albese Samuel Di Biasi. La scultura rappresenta una nocciola, è alta tre metri ed è stata realizzata in acciaio inossidabile e corten.

## Prodotti
- Torrone
- Tartufi dolci
- Cioccolatini e praline

## Nella cultura di massa
Il Torrone Sebaste è protagonista della canzone “La mazurca del Torrone” di Gigi Beccaria, componimento voluto da Oscar Sebaste e realizzato dal noto cantante degli anni ‘50.
Lo scultore torinese Aldo Mondino realizza nel 1968 un'opera intitolata Torre di Torrone, utilizzando stecche di Torrone di Sebaste al posto di mattoni. L'opera è stata esposta all'Oval di Torino nel 2014 in occasione di Artissima.

Il Torrone Sebaste è citato nel romanzo di Silvia Tesio “Piacere, io sono Gauss” edito da Mondadori. 
Il Torrone Sebaste è quello che mi piace di più, perché è duro e croccante, non molliccio come certi altri che si rivelano una delusione.
Sebaste è citata nel libro di Aldo Cazzullo “Basta piangere!” edito da Mondadori.
A Carnevale c'era il Luna Park, molto più spartano dei parchi a tema di oggi: autoscontri, il tiro a segno con foto incorporata mentre si imbracciava il fucile, il camion con il Torrone Sebaste (…)
Il marchio è menzionato nella guida edita da Rizzoli dal titolo “One Hundred & One Beautiful Small Towns of Italy” di Paolo Lazzarin.
The Sebaste factory for torrone (nougat candy), has been in business since 1885, and apart from their traditional torrone, they make nougat covered in chocolate and flavored with rum.
La passione di Dario Sebaste per le moto d'epoca, che lo ha portato a collezionare numerosi modelli di moto Guzzi, ha contribuito alla nascita dell'8 delle Langhe. L'8 delle Langhe è una gara di tipo regolarità, con percorso nel basso Piemonte suddiviso in tappe di circa 200 km l'una e durata totale di 4 giorni. Il trofeo consegnato al vincitore porta il nome di Dario Sebaste.